# ای‌جی‌او سی.۲
ای‌جی‌او سی. ۲ (به انگلیسی: AGO_C.VIII) یک هواگرد ملخ‌پیشین تک‌موتوره از نوع شناسایی ساخت شرکت Schutte-Lanz است.